# Air Jamaica
För det nuvarande företaget, se Caribbean Airlines
Air Jamaica var Jamaicas nationella flygbolag. Från 26 maj 2011 till konkursen 2015 ägde Caribbean Airlines Air Jamaica. Efter att Caribbean Airlines köpt upp Air Jamaica flyttades högkvarteret från Jamaica till Trinidad och Tobago. Jaimaicas regering ägde 16 % av Caribbean Airlines och därför äger de även en del av Air Jamaica.

## Historia
Air Jamaica grundades i oktober 1968 men började flyga 1 april 1969. Deras första rutter var att binda ihop Kingston och Montego Bay med New York och Miami i USA. Vid den tidpunkten ägde Air Canada en del av Air Jamaica och de hjälpte till med tekniska kunskaper och annat. 
Under 1970-talet expanderade Air Jamaica mycket. De började flyga till Toronto och Montréal i Kanada och de började även flyga till Luis Muñoz Maríns internationella flygplats i Puerto Rico. De började också flyga till Philadelphia i USA. De köpte in ett flertal Boeing 727 och Douglas DC-9. I slutet av 1970-talet köpte Jamaicas regering Air Canadas ägarandel i Air Jamaica. På 1980-talet minskade Air Jamaicas expansion en aning. Men de öppnade 2 nya rutter till Baltimore och Atlanta. Under 1990-talet började Air Jamaica flyga till Nassau i Bahamas. De började även flyga till Los Angeles och började samarbeta med Delta Air Lines. 1994 privatiserades Air Jamaica. Jamaicas regering sålde 75 % av sin ägarandel i företaget. Under 1990-talet köpte Air Jamaica sin första Airbus, en Airbus A340. De införde även ett bonusprogram 7th Heaven, samt en egen tidning ombord, SkyWritings.
Efter flera år av ekonomiska förluster började Jamaicas regering köpa upp Air Jamaica igen. Efter valet 2007 ville den nya regeringen privatisera Air Jamaica igen. Det var många spekulationer om vem som skulle köpa Air Jamaica, men de främsta alternativen var Air China, Delta Air Lines, Virgin Group, Iberia, Emirates och Caribbean Airlines. Caribbean Airlines var den slutgiltiga köparen av Air Jamaica 2011.
Bolaget gick i konkurs och all verksamhet lades ned 2015. Planen återfördes till  Caribbean Airlines.

## Tidigare destinationer
USA
- Fort Lauderdale - Fort Lauderdale – Hollywood Internationella Flygplats.
- New York - John F. Kennedy International Airport.
- Orlando - Orlando International Airport.
- Philadelphia - Philadelphia International Airport.

Jamaica
- Kingston - Norman Manley International Airport.
- Montego Bay - Sangsters internationella flygplats.

Bahamas
- Nassau - Lynden Pindlings internationella flygplats.

Kanada
- Toronto - Toronto Pearson International Airport.

## Flotta

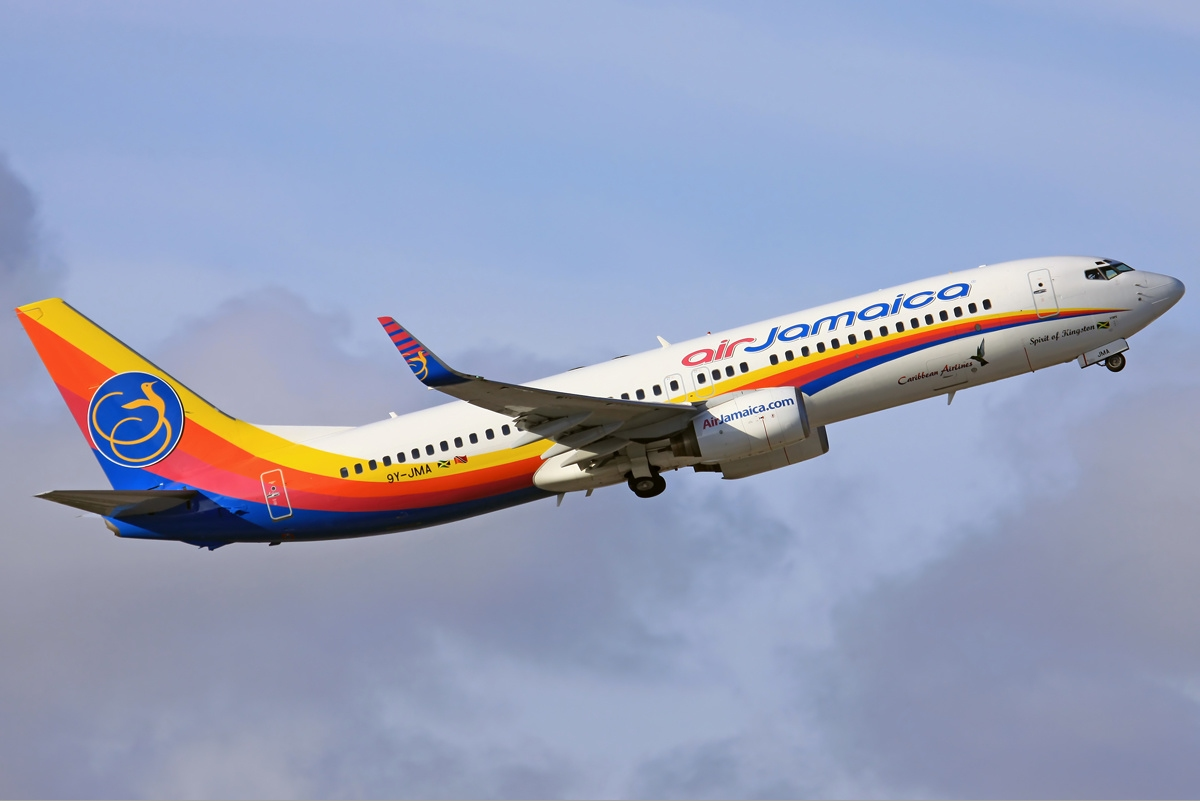
En Jamaica Airlines Boeing 737-800 lyfter från Miami.

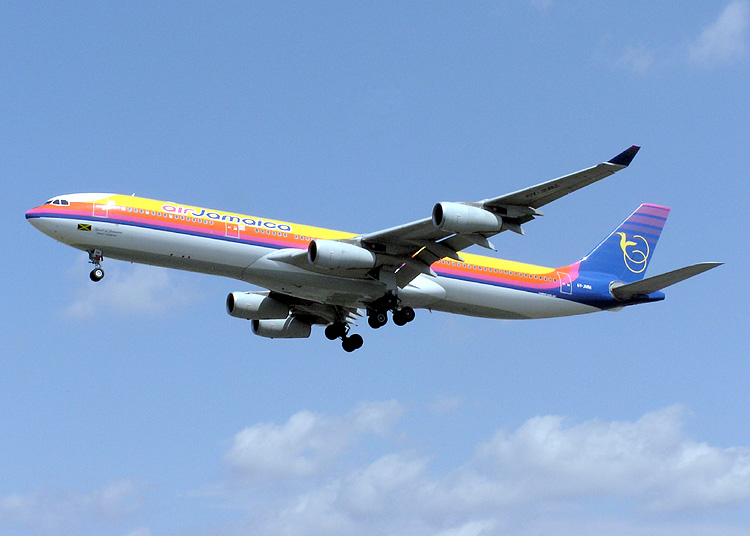
En Air Jamaica Airbus A340 landar på London Heathrow Airport 2007.

Från 2011 fram till konkursen användes endast Boeing 737-800 från Caribbean Airlines. Tidigare har man även använt bland annat Airbus A320, Airbus A340, McDonnell Douglas MD-83 och mera.